# 15-Prozent-System
Das 15-Prozent-System ist ein Vergütungssystem im Bereich der Werbung.
Nach dem 15-Prozent-System erhält eine Werbeagentur als Vergütung für ihre Dienstleistungen – die im Wesentlichen die Konzeptionierung einer Werbekampagne, die kreative Gestaltung von Anzeigen und die Platzierung der Anzeigen in den Medien umfasst – nicht etwa ein Honorar seitens des Kunden. Stattdessen behält sie von den Beträgen, die sie auf Rechnung des Kunden für die Platzierung von Anzeigen ausgibt, 15 Prozent Provision ein und leitet nur die übrigen 85 % an die Medien, in denen die Anzeigen geschaltet wurden, weiter.
Das System war insbesondere in den USA lange Standard und wurde auch von Branchenverbänden der Werbeindustrie verteidigt, bis es im Jahr 1956 aus wettbewerbsrechtlichen Gründen untersagt wurde. Bereits zuvor war es auch innerhalb der Industrie kritisiert worden, da es Anreize für die Werbeagentur schaffe, zum Nachteil des Kunden besonders provisionsstarke Kampagnen zu favorisieren.
Das Verfahren wird gelegentlich noch heute verwendet, hat aber zu Gunsten eines Systems, bei der die Werbeagentur direkt vom Kunden ein Honorar erhält, an Bedeutung verloren. Wo es noch eingesetzt wird, sind die üblichen Provisionssätze in der Regel geringer als 15 %.